# Canal 12 (Melo)
Melo TV Canal 12 (estilizado como Canal 12 Melo) es un canal de televisión abierta uruguayo de la ciudad de Melo, Uruguay. Arrancó sus emisiones el 27 de junio de 1970.

## Historia
Tras algunas pruebas de emisión entre mediados de 1969 y principios 1970, el canal inició sus transmisiones el 27 de junio de 1970 fecha aniversario de la ciudad de Melo. En ella, hubo una ceremonia inaugural donde hablaron el Intendente Juan José Burgos y Rubén Lucas con un show artístico con artistas locales y la participación especial del elenco de Discodóromo Show de Teledoce.
Su programación es generalista, teniendo como enfoque la actividad que acontezca a nivel social, cultural, político y deportivo en el departamento. Retransmite programación de La Red .
El programa más importante del canal es Noticiero 12, que cuenta con dos ediciones diarias y una los sábados.